# 技術・家庭
技術・家庭（ぎじゅつ・かてい）は、日本の中学校（相当学校・課程を含む）における教科の一つ。1958年（昭和33年）告示の中学校学習指導要領で、科学技術に関する指導を強化するため、それまで開設されていた職業・家庭科と図画工作科を、技術・家庭科と美術科に再編成する形で新設された。

## 名称
「技術」と「家庭」は、学習指導要領上は単一教科の扱いになっているものの、教育職員免許法上は別教科の扱いになっている。そのため、「家庭」の分野に関する免許しか所持していない教員が、「技術」の授業を受け持つことはできない。また、「技術」の分野に関する免許しか所持していない教員が、「家庭」の授業を受け持つことはできない。このことは、高等学校（中等教育学校の後期課程、視覚障害者および聴覚障害者を教育する特別支援学校の高等部を含む）の芸術において、例えば、「美術」の分野に関する免許しか所持していない教員が、「音楽」・「工芸」・「書道」のそれぞれに関する授業を受け持つことができないことと同様である。
教科名の英語訳としては、従来は「industrial arts and homemaking」が充てられることが多かったが、近年ではしばしば「technology and home economics」が用いられる傾向にある。

## 目標
技術・家庭科の目標
生活に必要な基礎的・基本的な知識および技術の習得を通して、生活と技術とのかかわりについて理解を深め、進んで生活を工夫し創造する能力と実践的な態度を育てる。
技術分野の目標
ものづくりなどの実践的・体験的な学習活動を通して、材料と加工、エネルギー変換、生物育成および情報に関する基礎的・基本的な知識および技術を習得するとともに、技術と社会や環境とのかかわりについて理解を深め、技術を適切に評価し活用する能力と態度を育てる。
家庭分野の目標
衣食住などに関する実践的・体験的な学習活動を通して、生活の自立に必要な基礎的・基本的な知識および技術を習得するとともに、家庭の機能について理解を深め、これからの生活を展望して、課題をもって生活をよりよくしようとする能力と態度を育てる。

## 内容と時間数
当初は「技術科」として計画され女子にも技術科教育を実施する予定であったが、結局「技術・家庭」とされ、男子には技術、女子には家庭を教えるとする、男女別学とされた。戦後の教育改革では男女共学が重要な柱であったが、技術・家庭科のみがそれに逆行していた。また、女子差別撤廃条約批准に際して「家庭科の男女共修運動」が展開されたが、この運動でも女子の技術・職業教育の共修は唱えられなかった。
1977年改訂では、男女別授業であったものの男子も家庭を、女子も技術を履修するようになり、1989年（平成元年）告示の学習指導要領において、男女共通のカリキュラムとなった。しかし男子が家庭分野、女子は技術分野を新たに学ぶことになったため、実質的な授業時間は両科目ともに半減した。
実際の学習は学習指導要領に挙げられている内容から定められた条件に基づいて各地域各学校の事情などによって選択が行われる。
| 改訂年度 | 技術分野                                                                                   | 家庭分野                                                                         | 男女別       | 時間数           |
| -------- | ------------------------------------------------------------------------------------------ | -------------------------------------------------------------------------------- | ------------ | ---------------- |
| 1958年   | 設計・製図、木材加工、金属加工、栽培、機械、電気、総合実習                                 | 設計・製図、家庭工作、家庭機械、調理、被服制作、保育                             | 男女別       | 各315時間        |
| 1969年   | 製図、木工、金工、機械、電気、栽培、総合実習                                               | 被服、食物、住居、保育、家庭機械、家庭電気                                       | 男女別       | 各315時間        |
| 1977年   | 木工、金工、機械、電気、栽培                                                               | 被服、食物、住居、保育                                                           | 一部男女共通 | 計245時間        |
| 1989年   | 木工、電気、金工、機械、栽培、情報基礎                                                     | 家庭生活、食物、被服、住居、保育                                                 | 男女共通     | 各105～122.5時間 |
| 1998年   | 技術とものづくり、情報とコンピュータ                                                       | 生活の自立と衣食住、家族と家庭生活                                               | 男女共通     | 各87.5時間       |
| 2008年   | 材料と加工に関する技術、エネルギー変換に関する技術、生物育成に関する技術、情報に関する技術 | 家族・家庭と子供の成長、食生活と自立、衣生活・住生活と自立、身近な消費生活と環境 | 男女共通     | 各87.5時間       |